# Leonardo Gil
Leonardo Roque Albano Gil Chiguay (* 31. Mai 1991 in Río Gallegos) ist ein argentinisch-chilenischer Fußballspieler. Der Mittelfeldspieler wurde mit CSD Colo-Colo zwei Mal chilenischer Meister.

## Karriere

### Verein
Leonardo Gil spielte in der Jugend bei Ferro und Boxing, bevor er zur CAI Comodoro Rivadavia wechselte, wo er 2009 in der Primera Nacional B debütierte. In den folgenden zwei Saisons war er Stammspieler, allerdings stieg sein Team zweimal in Folge ab. Im Jahr 2012 wurde er an Olimpo de Bahía Blanca verliehen, wo er in 35 Spielen fünf Tore erzielte und zum Aufstieg in die Primera División beitrug. Danach kaufte Olimpo seine Transferrechte. 2015 wechselte er zu Estudiantes de La Plata, wurde aber 2016 nach wenig Einsatzzeit und einem Verkehrsunfall mit Unfallflucht an CA Talleres verliehen.
Im Folgejahr schloss er sich Rosario Central an, wo er eine Schlüsselrolle beim Gewinn der Copa Argentina 2018 spielte, insbesondere durch seine Stärke bei Standardsituationen. 2020 wechselte er zu Ittihad FC in Saudi-Arabien und absolvierte 15 Spiele. Danach wurde er an Vasco da Gama verliehen und 2021 an CSD Colo-Colo, wo er überzeugte und 2022 endgültig verpflichtet wurde. Mit den Albos gewann er die beiden Meisterschaften 2022 und 2024 sowie die Copa Chile 2021 und 2023. Im Januar 2025 unterschrieb er bei Huracán einen Zweijahresvertrag.

### Nationalmannschaft
Durch seine chilenische Großmutter hat Gil die Möglichkeit, für sein Heimatland Argentinien oder für Chile zu spielen. Im April erlangte er auch die chilenische Staatsbürgerschaft und wurde im Mai zu einem Trainingslager der La Roja von Nationaltrainer Martín Lasarte eingeladen. Zum Länderspieldebüt kam es jedoch nicht.

## Erfolge
Rosario Central
- Argentinischer Pokalsieger: 2017/18

Colo-Colo
- Chilenischer Pokalsieger: 2021, 2023
- Chilenischer Meister: 2022, 2024
- Chilenischer Supercupsieger: 2022, 2024